# Mistelhonungsfågel
Mistelhonungsfågel (Grantiella picta) är en fågel i familjen honungsfåglar inom ordningen tättingar.

## Utseende och läte
Mistelhonungsfågeln är en medelstor honungsfågel med karakteristisk fjäderdräkt. Ovansidan är svart, undersidan vit med några få mörkare streck. Näbben är röd och på vingar och stjärt syns ordentligt med gult. Lätet är ett högljutt och upprepat, två tonigt "sue-see sue-see sue-see". 

## Utbredning och systematik
Fågeln förekommer i östra Australien (Roper Range, Northern Territory till New South Wales och centrala Victoria). Den placeras som enda art i släktet Grantiella. 

## Levnadssätt
Mistelhonungsfågeln hittas i öppet skogslandskap och buskmarker i inlandet. Där frekventerar den, som namnet avslöjar, vanligen mistlar.

## Status
IUCN kategoriserar arten som livskraftig.